# Tetragoniceps pacificus
Tetragoniceps pacificus is een eenoogkreeftjessoort uit de familie van de Tetragonicipitidae. De wetenschappelijke naam van de soort is voor het eerst geldig gepubliceerd in 1998 door Burgess.